# Sophie af Mecklenburg
Sophie af Mecklenburg (4. september 1557 – 4. oktober 1631) var dronning af Danmark og Norge fra 1572 til 1588, som ægtefælle til Frederik 2. Hun var mor til blandt andre Christian 4. Fra 1590 til 1594 var hun formynder af Slesvig og Holsten i forbindelse med Christian 4.s mindreårighed.
Sophie var enebarn af Hertug Ulrik 3. af Mecklenburg-Güstrow og Elisabeth af Danmark, og blev i 1572 gift med sin danske kongefætter, Frederik 2., i et ægteskab som beskrives som bemærkelsesværdigt lykkeligt. Hun havde kun begrænset politisk indflydelse under deres ægteskab, selv om hun opretholdt sit eget hof og udøvede en vis grad af selvstændighed i forhold til protektioner. Sophie udviklede en interesse for astrologi, kemi, alkymi og iatrokemi, og støttede og besøgte Tycho Brahe på Ven i 1586 og senere. Hun er efterfølgende blevet beskrevet som en kvinde "med stor intellektuel kapacitet, især kendt som mæcen for videnskabsmænd". Hun blev enke i en alder af 31 år, og i de første par år efter Frederiks død forsøgte Sophie ihærdigt at konsolidere sin magtposition. Men i mangel af indenrigspolitiske allierede og konfronteret med en magtbevidst dansk adel lykkedes det hende kun delvist; selvom hun blev anerkendt som regent i Slesvig og Holsten, kom hendes bestræbelser på at lede formynderregeringen for sin mindreårige søn i direkte konflikt med det danske rigsråd og viste sig i sidste ende at være mislykket. I 1594 trak hun sig tilbage til sit enkesæde, der bestod af øerne Lolland og Falster. På trods af dette tilbageslag blev Sophies indflydelse ikke mindre i løbet af hendes enketid; tværtimod var hun ikke villig til at blive tilsidesat fra politiske anliggender, og hun styrkede i høj grad sin position gennem en enorm og stadigt voksende økonomisk indflydelse.
Gennem en dygtig forvaltning af sit enorme enkegods samlede hun en betydelig formue og blev den rigeste kvinde i Nordeuropa og den næstrigeste enkeltperson i Europa efter Maximilian 1. af Bayern. Fra starten udviste Sophie usædvanlig foretagsomhed og beslutsomhed og gennemførte omfattende landbrugsreformer for at øge udbyttet og indtægterne på sit gods. Sophie udbetalte ofte penge fra sin "uudtømmelige pengekiste" og understøttede økonomisk sin søn samt rigsrådet og dermed i praksis hele den dansk-norske stat. Hun opretholdt en stor udlånsvirksomhed, tjente renter og ydede lån til blandt andre sin søn Christian 4., sin svigersøn kong Jakob 6. og 1., sit barnebarn hertug Frederik Ulrik af Braunschweig-Lüneburg og flere andre fyrstendømmer i det tysk-romerske rige. Da hun døde i 1631, bemærkede James Howell, sekretær for den engelske ambassadør i Danmark, at hun var "den rigeste dronning i kristendommen".
Dronning Sophie udøvede betydelig politisk indflydelse både nationalt og internationalt i sin enketid. Hun styrkede Danmarks protestantiske alliancer ved at arrangere indflydelsesrige ægteskaber for sine døtre og bidrog ofte selv med betydelige summer til medgift og smykker. Hun førte også en omfattende korrespondance med herskere og adelige i hele Nordeuropa, og gennem sine strategiske økonomiske underhandlinger "finansierede hun diplomati og krig", som den amerikanske historiker Merry E. Wiesner-Hanks beskriver det. Sophie spillede en vigtig rolle i udformningen af Danmarks udenrigspolitik, især under Trediveårskrigen, hvor hun påvirkede fredsforhandlingerne og bidrog til Lübeck-traktaten i 1629.
Nogle historikere, især tidligere, har enten ignoreret Sophie eller afvist hende som magtliderlig og grisk. Men forfattere fra det 19. og 20. århundrede, herunder Ellen Jørgensen og Johanne Skovgaard, betragtede hende som en kvinde med "enestående dygtighed" og "ukuelig virkelyst". Nyere revurderinger anerkender hendes bemærkelsesværdige entreprenørskab som enkefrue og især hendes evne til at forankre sig som en gennemgribende magtfaktor i det politiske landskab i det senreformatoriske Danmark og Europa.

## Tidlige liv
Sophie blev født den 4. september 1557 i Wismar i Mecklenburg som eneste barn af hertug Ulrik 3. af Mecklenburg-Güstrow i hans ægteskab med Elisabeth af Danmark, der var datter af Frederik 1. af Danmark.
I 1571 blev hun, kun 14 år gammel, forlovet med sin fætter, den 37-årige kong Frederik 2. af Danmark. Brylluppet fandt sted den 20. juli året efter på Københavns Slot.

## Dronning
Ægteskabet blev, så vidt vides, meget lykkeligt. I sine dagbogsnotater omtaler Frederik 2. ægtefællen som "min Soffye". Hun fulgte ham på rejser rundt i landet, deltog i hans jagter og plejede ham, når han var syg, men blandede sig aldrig i regeringssager. Dronningen var en fornuftig og økonomisk husmoder, der omhyggeligt tog sig af sine børns opdragelse. Hun var bogligt interesseret, besøgte flere gange Tycho Brahe på Hven, samlede på folkeviser og tilskyndede Anders Sørensen Vedel til udgivelse af Danske Viser.

### Ægteskabsmægler
Omkring tidspunktet for Frederiks død var Sophies væsentligste aktivitet at være ægteskabsmægler for sine børn. Hendes datter, Anna af Danmark, giftede sig med Jakob 6. af Skotland og blev dermed dronning i 1589. Hun arrangerede ægteskabet mod rigsrådets vilje, men overtrumfede dem. Da Jakob kom til Danmark, gav hun ham en gave på 10.000 rigsdaler. Hun var også dybt involveret i de forhandlinger, der førte til prinsesse Elisabeth bryllup med Henrik Julius, hertug af Braunschweig-Lüneburg. Hun førte tilsyn med indsamlingen af 150.000 daler til de to bryllupper og andre udgifter og brugte selv 50.000 på smykker.
I 1596 arrangerede hun ægteskabet mellem sin datter prinsesse Augusta og Johan Adolf, hertug af Holstein-Gottorp, hvilket forstærkede Danmarks forbindelser til de nordtyske lutheranske stater. Endelig forhandlede hun i 1602 prinsesse Hedvigs ægteskab med Christian 2., kurfyrste af Sachsen. Hun spillede også en nøglerolle i at finde ægtefæller til sine yngre sønner. Hun var hovedforhandler i ægteskabsarrangementerne mellem hendes søn Christian, tronarvingen, og prinsesse Anna Cathrine af Brandenburg, som Sophie kaldte en "ren perle".

## Enkedronning

### Formynderregering og konflikt med rigsrådet
Som 31-årig blev dronning Sophie enke. Sønnen Christian var kun 11 år gammel og for ung til at overtage tronen. Der blev derfor indsat et formynderstyre. Forholdet mellem enkedronningen og rigsrådet var dårligt. Efter Frederik 2.s død blandede hun sig politisk. Hun prøvede energisk – som så mange dronninger før hende – efter tysk arveskik at skaffe sine yngre sønner andel i hertugdømmerne. I 1594 blev hun tvunget til at trække sig tilbage til sit enkesæde på Nykøbing Slot på Falster.

### Livgedinget, godsejer og succesfuld entreprenør
Som enkedronning havde Sophie ret til livgedning samt de slotte, der udgjorde hendes morgengave. Disse enorme godser omfattede Danmarks fjerdestørste ø Lolland og naboøen Falster, hvor Nykøbing slot lå, som hun også modtog. Hun fik også Aalholm Slot, Halsted Kloster, Vennerslund, Ravnsborg og de dertil hørende len. Det lykkedes hende at få 30.000 rigsdaler fra sin afdøde mands likvide midler samt en årlig indtægt på 8.000 rigsdaler fra Øresundstolden. I løbet af en årrække blev hendes krongods på Lolland og Falster udvidet, idet store ejendomme blev overdraget til enkegodset, bl.a. Corselitze og Skørringe, hvis besiddelser på Falster udgjorde over 100 bøndergods.
I sin lange enketid beskæftigede Sophie sig hovedsageligt med at forvalte sine godser, hvor hun i praksis var en uafhængig hersker. Hun beskyttede beboerne på sine herregårde og engagerede sig i storstilet handel og pengeudlån. Hun var meget interesseret i ny landbrugsteknologi, omlagde sin jord til stordrift, solgte korn og kvæg til Nordtyskland gennem sit store etablerede netværk i fyrstendømmerne, byggede møller og var især interesseret i kvægavl, som var en vigtig indtægtskilde i denne periode. Det stadig eksisterende Dronningens Pakhus i Nakskov blev bygget til hende i 1589-1591.
Enkedronning Sophie forvaltede sine godser på Lolland-Falster så godt, at hendes søn ved adskillige lejligheder kunne låne penge af hende til sine krige. Hun hjalp med at finansiere sin søn Christian 4.s felttog mod Sverige i 1611, Kalmarkrigen og hans indtræden i Trediveårskrigen i 1615. Ligeledes hjalp hun sin søn med et lån i 1605 på 140.000 rigsdaler, hvorefter Christian iværksatte en række ekspeditioner til Grønland. I 1614 optog Christian IV endnu et lån på 210.000 rigsdaler hos sin mor. I 1621 fik Rigsrådet to lån på henholdsvis 100.000 og 280.000 rigsdaler af enkedronningen til at dække statens underskud. Størstedelen af enkedronningens lån til sin søn blev aldrig tilbagebetalt.
I 1620-21 var enkedronning Sophie hovedbidragsyder til et lån på 300.000 rigsdaler fra den danske stat under Christian 4. til England under svigersønnen Jakob 6. og 1. Rentesatsen var på de "yderst fordelagtige" 6%. Ud over sine likvide midler, der beløb sig til millioner af gylden, havde hun også omfattende godsbesiddelser i den nordlige del af det tysk-romerske rige, som var pantsat af fyrstelige kreditorer. Dronningen inspicerede disse ejendomme under sine mange rejser.

### Politisk indflydelse som enke
På grund af sin store rigdom var enkedronning Sophie i stand til at udøve betydelig indflydelse på både danske indenrigsanliggender og den internationale politik i Nordeuropa under sin søn, Christian 4. I en periode fra sin mands død i 1588 til sin egen død 43 år senere var hun politisk aktiv i Danmark. Hun var konstant opmærksom på den aktuelle politiske udvikling i Europa og i kejserriget gennem intensiv korrespondance med protestantiske fyrster og sine mecklenburgske slægtninge.
Indenrigspolitisk påvirkede og støttede Sophie riget gennem løbende finansielle lån. Korrespondance viser også, at Sophie førte økonomiske diskussioner med sin søn om opkrævning af skatter. Interessant nok gav det danske rigsråd hende også den indrømmelse, at hun måtte modtage ambassadører og dermed i det væsentlige føre diplomati på Danmarks vegne. Hendes omfattende territorier i det sydlige Danmark omfattede også myndighed over en række birker (retskredse), hvor hun havde udøvende beføjelser til at udnævne birkedommere.
Enkedronningen havde betydelig politisk indflydelse internationalt som følge af sine lån til flere fyrstendømmer i det tysk-romerske rige, hvorved hun "[finansierede] diplomati og krig", som beskrevet af den amerikanske historiker Merry E. Wiesner-Hanks. Under Trediveårskrigen lånte hun penge til flere tyske protestantiske fyrster, og blandt hendes kreditorer var hendes barnebarn hertug Frederik Ulrich af Braunschweig-Lüneburg, som skyldte hende 300.000 danske rigsdaler, samt hendes svigersøn Johan Adolf, hertug af Holstein-Gottorp, som hun også lånte 300.000 rigsdaler til. Hun havde også økonomiske forbindelser med lederen af de katolske styrker, grev Tilly, som hun ønskede at danne en fælles kreditorfront med.
I 1620 blev hendes svigersøn, Frederik 5. af Pfalz, som var gift med hendes barnebarn Elizabeth Stuart, dronning af Bøhmen, afsat. Parret flygtede hurtigt fra Prag og bosatte sig i Haag, og i denne periode opretholdt Elizabeth og Sophie en hyppig korrespondance. I 1621 brugte enkedronning Sophie sine forbindelser i Hamborg, og med "en moderlig omsorg", skaffede hun 20.000 pund (svarende til ca. 4.500.000 pund i dag) til at støtte parrets umiddelbare behov og "til at tjene hendes højheds nuværende behov", som Sophie skrev.
I de sidste faser af den danske deltagelse i Trediveårskrigen spillede enkedronning Sophie en diplomatisk rolle ved at føre en omfattende korrespondance med forskellige involverede parter. Hun korresponderede bl.a. med adskillige kurfyrster i det tysk-romerske rige, herunder Johan Georg 1., kurfyrste af Sachsen, Maximilian 1., kurfyrste af Bayern, Ferdinand af Bayern, kurfyrste af Köln, Philipp Christoph von Sötem, kurfyrste af Trier og Georg Friedrich von Greiffenklau, kurfyrste af Mainz, hvorigennem hun fik talrige tilkendegivelser fra tyske fyrster om deres hjælp til at fremme og intervenere på vegne af freden og til at sende delegerede til at deltage i fredsforhandlinger i Lübeck, som i maj 1629 førte til Freden i Lübeck, der afsluttede den danske deltagelse i Kejserkrigen.
Hun korresponderede også med Ferdinand 2., den tysk-romerske kejser, især om sin utilfredshed med den utilstrækkelige beskyttelse af hendes økonomiske interesser under Trediveårskrigen, hvor den kejserlige feltmarskal, Albrecht von Wallenstein, havde beslaglagt hendes debitorers mecklenburgske områder og nægtet at betale renter eller afdrag på gælden. Wallenstein havde afsat hendes fætre, Johan Albert 2., hertug af Mecklenburg-Güstrow, og Adolf Frederik 1., hertug af Mecklenburg-Schwerin, i 1628, og Sophie ydede "aktiv støtte", gik i forbøn for hertugerne og blev dybt involveret i situationen. Hun argumenterede gentagne gange for sagen over for kejseren, og ved at gøre sin indflydelse gældende over for sin søn, Christian 4., var hun i stand til at sikre dem midlertidig hjælp. Personligt udsatte hun renter og ydede yderligere lån til hertugerne og modtog desuden Adolf Frederiks hustru og børn på Nykøbing Slot, da situationen blev usikker i Schwerin. I slutningen af 1629 havde der fundet livlige, men resultatløse forhandlinger sted med det kejserlige hof om emnet. Kejser Ferdinand 2. imødekom Sophies appeller og skrev flere gange til Wallenstein, men uden noget positivt resultat for enkedronningen.

### Senere liv
Sophie besøgte ofte Mecklenburg og deltog i 1602 i brylluppet mellem sin datter, prinsesse Hedvig, og Christian 2., kurfyrste af Sachsen, i Dresden. I marts 1624 rejste hun med sin familie til Bützow for at overvære begravelsen af sin søn, Ulrik, fyrstbiskop af Schwerin. I 1603 blev hun involveret i en arvestrid med sin onkel, en konflikt der forblev uløst ved hans død i 1610. I 1608 formåede hun at mildne straffen over Rigborg Brockenhuus, og i 1628 var hun blandt de indflydelsesrige personer, der forhindrede hendes søn i at få hendes barnebarns elskerinde, Anne Lykke, anklaget for hekseri.

## Død, formue og arvestridigheder
I slutningen af september 1631 ankom Christian 4. til Nykøbing. Enkedronningen var alvorligt syg og blev tilset af den kongelige livlæge, Dr. Henning Arsenius. Den 3. oktober blev nøglerne til slottet overdraget til kongens søster, hertuginde Augusta, "fordi der nu intet mere er at håbe på end den visse død". Sophie døde dagen efter.
Da Sophie døde i 1631 i Nykøbing Falster, 74 år gammel, var hun den rigeste kvinde i Europa. Hun efterlod tre børn, Christian, Hedvig og Augusta; fire var døde før hende. Alle tre overlevende børn overværede begravelsen, der siges at have været gennemført med stor pragt. Hendes kiste blev transporteret fra Nykøbing via Vordingborg til København, hvor en mindehøjtidelig begravelsesgudstjeneste fandt sted i Vor Frue Kirke den 13. november 1631. Dagen efter blev kisten ført til Roskilde Domkirke og nedsat i Helligtrekongers Kapel ved siden af hendes længst afdøde ægtefælle. Dronningens kiste er senere blevet overført til krypten under selve kapellet.

### Formue og arv
Sophie efterlod sig en uhyre stor arv, der blev værdisat til langt over 5,5 millioner danske rigsdaler – en sum, der er vanskelig at omregne til nutidig købekraft, men som på daværende tidspunkt svarede til omkring 10 gange den dansk-norske stats årlige indtægter i perioden 1620–1622. I 1775 beregnede historikeren Johann Heinrich Schlegel, at værdien af hendes likvide aktiver i 1631 ville have svaret til 27 tons guld i 1775.
Enkedronningen havde ikke efterladt noget egentligt testamente, men i et brev til sin søn, Christian 4., havde hun erklæret, at hendes tre overlevende børn skulle modtage en betydelig forlods (prælegat), hvorefter resten skulle deles efter loven, med visse undtagelser, herunder donationer til Sorø Akademi. Forlodsarven omfattede alt sølvtøj i enkedronningens kamre på Nykøbing Slot, alt kongeligt guld i hendes besiddelse samt hendes personlige smykker, klæder og linned, som blev givet til hendes døtre. Guldet blev ligeligt delt mellem kongen og hans to søstre. Denne fordeling fandt sted den 4. december 1631 i Nykøbing, en måned efter begravelsen.
Efter forlodsfordelingen skulle hovedboet skiftes. Aktiverne bestod af udestående kapital, renter, betydelige kontantbeholdninger, smykker, mønter samt omfattende pantesikrede besiddelser i Mecklenburg – mens hendes livgeding på Lolland og Falster tilfaldt kronen. Alene hendes smykker og værdigenstande blev vurderet til over en million rigsdaler og blev opbevaret i 45 store trækister. Eftersom enkedronningen havde været aktiv inden for pengeudlån helt til sin død, bestod en betragtelig del af hendes formue af udestående kapital. Den største debitor var hendes egen søn, Christian 4., der i 1631 skyldte sin mor over en million danske rigsdaler. Dertil kom andre familiemedlemmer såsom hendes barnebarn, Frederik 3. af Slesvig-Holsten-Gottorp, der skyldte næsten 600.000 rigsdaler, Frederik Ulrik af Braunschweig-Lüneburg, der stod i gæld for over 300.000 rigsdaler, samt hendes fætre, Johan Albert 2., af Mecklenburg-Güstrow, og Adolf Frederik 1., af Mecklenburg-Schwerin, der skyldte henholdsvis 220.000 og næsten 140.000 rigsdaler. Selv byen Rostock havde en ubetalt gæld på 20.000 rigsdaler.
Derudover var der betydelige renteindtægter fra hendes europæiske lånevirksomhed, som i alt udgjorde over 215.000 rigsdaler, herunder renter fra Albrecht von Wallenstein, der skyldte dronningen 63.000 rigsdaler for sin tid som pantindehaver af hertugdømmet Mecklenburg.

### Arvekrav og stridigheder
| Sophie Hedwig af Braunschweig-Wolfenbüttel (venstre) and Hedwig af Braunschweig-Wolfenbüttel (højre), Sophies børnebørn, som gjorde vedholdende, men i sidste ende mislykkede, forsøg på at gøre krav på en del af hendes enorme arv. |  | Sophie Hedwig af Braunschweig-Wolfenbüttel (venstre) and Hedwig af Braunschweig-Wolfenbüttel (højre), Sophies børnebørn, som gjorde vedholdende, men i sidste ende mislykkede, forsøg på at gøre krav på en del af hendes enorme arv. |
| Sophie Hedwig af Braunschweig-Wolfenbüttel (venstre) and Hedwig af Braunschweig-Wolfenbüttel (højre), Sophies børnebørn, som gjorde vedholdende, men i sidste ende mislykkede, forsøg på at gøre krav på en del af hendes enorme arv. |  | |

Efter Sophies død opstod der hurtigt en tvist om hendes arv. Da nyheden om hendes bortgang spredte sig over Nordeuropa, begyndte flere tyske fyrstendømmer at sende gesandter til København for at forhandle og sikre arvekrav. Ved skrivelse af 31. december 1631 indkaldte Christian 4. alle arvinger til skifte af hovedboet, der blev planlagt til april 1632 på Nykøbing Slot. Arveskiftet blev endeligt afsluttet i juni 1632, men ikke uden kontroverser.
Nogle tidlige uoverensstemmelser krævede endda kejserlig intervention. Under opgørelsen af Sophies værdier blev det opdaget, at hendes datter, Augusta, beholdt en af de to originale håndskrevne optegnelser over boet, fra da hun fik overdraget nøglerne til Nykøbing Slot. Da det ikke lykkedes at erhverve inventarlisten ad forsonlige veje, måtte kejser Ferdinand 2. udstedte et kejserligt påbud til hertuginden, dateret den 5. november 1635 i Wien.
Diskussionerne om boets fordeling drejede sig primært om arveretten for Sophies børnebørn, især børnene af hendes to afdøde døtre, Anna og Elisabeth. Hendes barnebarn, Karl I af England, beordrede det engelske hof i sørgedragt og sendte straks en særlig ambassadør, Robert Sidney, 2. jarl af Leicester, til det danske hof for at kondolere og rejse arvekrav. Sophies barnebarn, Elizabeth Stuart, dronning af Böhmen, søgte ligeledes en andel af arven. I modsætning til sin bror Karl havde hun ikke arvet efter sin mor, Anna, og hævdede derfor, at hun burde modtage en del af sin brors arv fra deres afdøde bedstemor. Karl var i begyndelsen imødekommende, men da han erfarede den enorme formues størrelse, der oversteg 430.000 rigsdaler, fortrød han. Christian 4. tilegnede sig dog hurtigt størstedelen af deres arv, idet han hævdede, at det beslaglagte beløb kun tjente til at dække en del af den engelske gæld fra 1620.
I løbet af foråret 1632 begyndte flere repræsentanter fra Braunschweig-Wolfenbüttel, Preussen, Holsten-Gottorp og Mecklenburg at ankomme til det danske hof for at fremsætte arvekrav på vegne af Elisabeth af Danmarks børn. Til sidst blev hovedparten af de primære livsarvinger nægtet arv, da de samtidig var debitorer i boet. Dette gjaldt blandt andre Karl I, hertugerne af Holsten-Gottorp, Braunschweig-Lüneburg, Mecklenburg-Güstrow og Mecklenburg-Schwerin. Der var dog undtagelser, såsom hendes datter, Hedvig af Danmark, kurfyrstinde af Sachsen, der modtog de udestående aktiver i Mecklenburg, svarende til over 360.000 rigsdaler. De fleste accepterede denne afgørelse, mens andre stred imod den. Især Sophie Hedvig, grevinde af Nassau-Dietz, og Hedvig, hertuginde af Pommern, gjorde ihærdige krav gældende og beklagede bittert, at de blev ladt tomhændede på grund af deres bror Frederik Ulriks gæld, som de selv ikke havde haft gavn af.
Stridighederne om arven fortsatte langt efter Sophies død. I 1654, mere end 20 år efter hendes bortgang, indgav Vilhelm Frederik, prins af Nassau-Dietz, søn af den førnævnte grevinde af Nassau-Dietz, en appel for at genvinde sin mors andel af dronning Sophies arv. En dansk gesandt blev udsendt fra hoffet hos Sophies barnebarn, Frederik 3., og en gunstig aftale blev forhandlet med hertugen af Braunschweig-Lüneburg og Nassau-Dietz.
I sidste ende var det Christian 4., der blev den ubestridte hovedmodtager af Sophies disponible formue, men han ødslede hurtigt arven bort på kostbare krige mod Sverige, sin ældste søns bryllup og byggeprojekter.

## Karakter og eftermæle
Sophie af Mecklenburg blev oprindeligt beskrevet som en "forstandig og dygtig" kvinde, men samtidig forbeholden og uinteresseret i politisk magt. Dette ændrede sig dog drastisk i hendes enkestand, hvor hun blev en markant og beslutsom skikkelse i konflikter med rigsrådet. Denne transformation gav hende betegnelser såsom "en furie af en mor" og, senere i livet, en "selvsikker gammel dame".

### Samtidig og historisk fremstilling
Samtidige beskrivelser af Sophies karakter er divergerende, men overvejende positive, særligt fra udenlandske iagttagere. Størstedelen af de begrænsede samtidshistoriske kilder fremstiller hende i et gunstigt lys. I 1588 skrev Daniel Rodgers, en anglo-flamsk diplomat i Dronning Elizabeth 1.s allernærmeste rådgiver William Cecil, 1. Baron Burghley's tjeneste, som spion for at rapportere om den danske kongefamilies karaktertræk, følgende om dronning Sophie: "Hun er en sand dydig og gudfrygtig fyrstinde, der med moderlig omsorg og stor visdom styrer sine børn." Da en kannik fra Lübeck, Hermann von Zesterfleth, besøgte Danmark i 1600, bemærkede han, at enkedronningen formåede at udvinde betydelige indtægter fra sit gods takket være en yderst effektiv landbrugsdrift og forvaltning. Ved hendes død i 1631 blev hun beskrevet som "en dame af stor sparsommelighed og foretagsomhed", og sekretæren for den engelske ambassadør i Danmark, James Howell, bemærkede, at hun var den "rigeste dronning i kristendommen".
Dog har Sophies indenrigspolitiske magtkampe bidraget til en mere negativ opfattelse af hendes karakter, hvilket har præget den danske historieskrivning. På grund af hendes betydelige formue og deraf følgende indflydelse, og utvivlsomt forværret af tidligere stridigheder med rigsrådet om Christian 4.s myndighed og formynderskab, blev hun af visse samtidige danske adelige betragtet som kynisk, grisk og pengegrådig. Senere, primært mandlige historikere gentog disse vurderinger og afskrev Sophie som en kvinde med en "økonomisk sans, der grænsede til gerrighed", en "herskesyg karakter", og beskrev hende som en person styret af sine følelser med en bitter lidenskab, voldsom stridbarhed og heftigt temperament. Andre historikere har behandlet Sophie overfladisk eller blot i fodnoter. Historikeren G.L. Baden beskrev hende i sit værk Danmarks Riges Historie ganske kortfattet som "talentfuld".
Sophies eftermæle er i høj grad blevet overskygget af fortællingen om Frederik 2.s ungdomskærlighed til adelskvinden Anne Hardenberg. Parrets ægteskab er endda ofte blevet fremstillet som ulykkeligt, blandt andet af den danske forfatter H.F. Ewald, der i sin historiske roman Anna Hardenberg (1880) udbredte denne fejlagtige fortælling til mange danske hjem. Ligeledes er hendes krav på ledelsen af formynderskabet blevet vurderet negativt af tidligere historikere.

### Moderne karakteristik og revurderinger
Nyere vurderinger af Sophies liv giver et langt mere nuanceret billede. Hun anerkendes nu som intelligent, arbejdsom og strategisk, og fast besluttet på at konsolidere sin politiske indflydelse i det dansk-norske rige, efter at rigsrådet afviste hende som formynder for hendes søn i 1588 – noget hun med stor succes opnåede gennem sin enorme finansielle magt.
Hun huskes primært for sin imponerende økonomiske dygtighed og som den uophørlige kilde til finansiel støtte for sin søn, Christian 4. Hun finansierede nogle af Danmarks største renæssancebyggerier, herunder Rundetårn, Børsen og Rosenborg Slot, og ydede også betydelige tilskud til genopbygningen og udvidelsen af Frederiksborg Slot samt restaureringen af Kronborg efter branden i 1629, der ødelagde store dele af slottet. Selvom hun ofte er blevet beskrevet som pengegrisk, er dette synspunkt siden blevet grundigt afvist. Allerede i 1910 fremhævede Ellen Jørgensen og Johanne Skovgaard i deres værk om danske dronninger, at "Dronning Sophie (...) kan dog næppe med Rette beskyldes for at have været smaalig eller karrig. Hendes økonomiske Sans var af aktiv mere end passiv Art, og det store Udbytte skyldtes snarere en Virksomhed, der var rig paa Initiativ, end en ængstelig Sammensparen". Hun finansierede desuden omfattende velgørende formål på sine godser, herunder opførelsen af hospitaler og generøse tilskud til skoler.
Den danske historiker Benito Scocozza beskriver hendes forvaltning af livgedinget som præget af en "fasthed og hårdhed, der næppe gjorde hende populær på øerne" (Lolland og Falster), mens andre historikere bemærker, at "livgedinget blev hendes lille fyrstendømme, hvor hun engagerede sig i sine undersåtters ve og vel og skærmede dem mod ydre fjender og lokale fogeder". Sophie anerkendes nu som "formentlig tidens mest fremtrædende godsejer". Ved sin mands død "trådte hun myndigt frem" og engagerede sig med "enorm energi" i en "bitter kamp" for at sikre sine børns økonomiske og politiske fremtid. Hun evnede at bedrive "dygtig politik" fremhæver historikeren Nadine Akkermann, og litteraturhistorikeren John Leeds Barroll beskriver hende som "en særdeles begavet kvinde".
Historikeren Sybil Jack har fremsat nogle mulige motiver for Sophies handlinger i hendes enkestand: efter hun blev nægtet formel udøvende politisk magt af den danske adel, blev Sophie opsat på at pågribe sig økonomisk magt – og i modsætning til hendes tidligere bestræbelser var hun her absolut succesfuld.

### Interesser
Sophie var en ivrig luthersk protestant. Opvokset af stærkt protestantiske forældre, var hun især præget af sin tilknytning til luthersk ortodoksi og sin fjendtlighed over for den "calvinistiske religion", som hun anså for djævelens værk. Hun og hendes mand var udpræget antikatolske og støttede Niels Hemmingsens lære, men deres primære fokus var at sikre religiøs stabilitet og konformitet i Danmark snarere end at føre dybdegående teologiske debatter.
Sophie havde en bred vifte af intellektuelle interesser. Hun var højt belæst, især inden for teologiske værker, men havde også en stærk interesse for folkemusik og kultur. Hun indtager en særlig plads i historien som den drivende kraft bag Anders Sørensens Hundredvisebogen fra 1591, Europas første trykte samling af traditionelle ballader.
Foruden sine litterære interesser var Sophie aktivt engageret i omfattende brevvekslinger og gaveudvekslinger, hvor det beskrevet at hun "yndede en vis Storladenhed i Foræringer". Hun blev omtalt som en "prægtig dame", der udvekslede gaver med flere tyske fyrstefamilier samt med kejseren og det kejserlige hof i Prag og Wien.

## SkibetSophie
En rekonstruktion af Bredfjedskibet har fået navnet Sophie efter Sophie af Mecklenburg. Bredfjedskibet var et klinkbygget handelsskib fra omkring år 1600. Rekonstruktionen blev fremstillet af frilandsmuseet og forsøgscentret Middelaldercentret ved Nykøbing Falster i år 2000, og blev søsat året efter, hvor det fik navn efter enkedronningen, da hun boede på Nykøbing Slot, mens skibet sejlede. Skibet blev siden brugt af museet til at sejle med turister på museet, men i 2013 viste det sig, at der var et voldsomt svampangreb i træet, og det blev derfor sænket, da det ikke kunne svare sig at reparere.

## Børn
- Elisabeth (1573-1626), i 1590 gift med hertug Henrik Julius af Braunschweig-Wolfenbüttel (1564-1613).
- Anna (1574-1619), i 1589 gift med Jakob 6. af Skotland.
- Christian (1577-1648), konge af Danmark og Norge 1588-1648.
- Ulrik (1578-1624), administrator af Fyrstbispedømmet Schwerin, gift med Katharina Hahn.
- Augusta (1580-1639), i 1596 gift med hertug Johan Adolf af Slesvig-Holsten-Gottorp (1575-1616).
- Hedevig (1581-1641), i 1602 gift med kurfyrst Christian 2. af Sachsen (1583-1611).
- Hans (1583-1602).

### Andre værker
- Bi Skaarup: "Soffye" (Skalk 1994 nr. 5; s. 26-29)
- Danske dronninger i tusind år, ISBN 87-00-66322-0
- Politikens bog om danske monarker, ISBN 87-00-61607-9
- Gyldendal og Politikens Danmarkshistorie, bind 7, ISBN 87-00-51886-7